# Antiblemma binota
Antiblemma binota är en fjärilsart som beskrevs av Felder 1874. Antiblemma binota ingår i släktet Antiblemma och familjen nattflyn. Inga underarter finns listade i Catalogue of Life.